# Spoorzone (Tilburg)

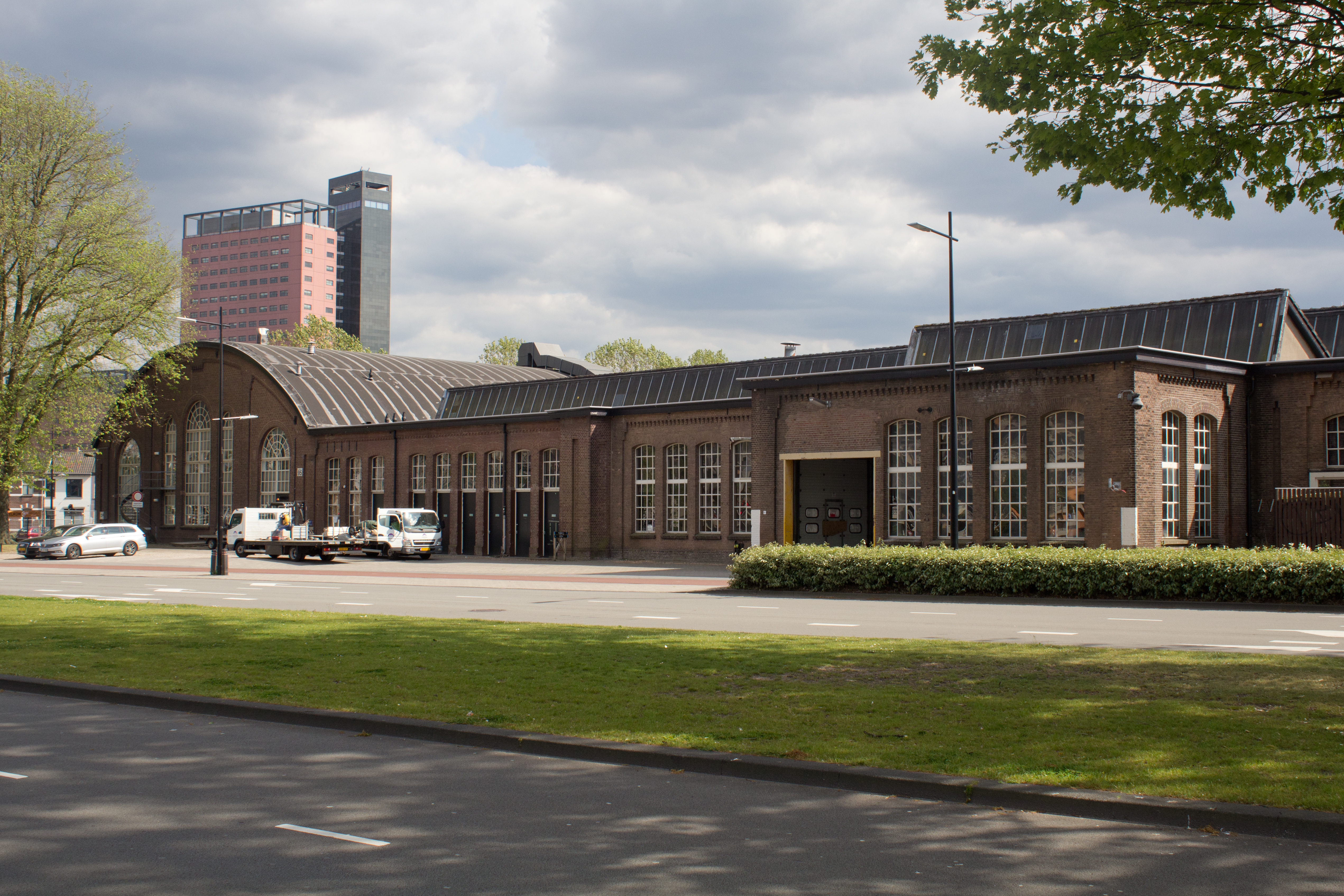
Een van de gebouwen in de Spoorzone, aan de Burgemeester Brokxlaan (foto 2017)

De Spoorzone is een brede strook die in oost-westrichting midden door Tilburg loopt, ten noorden van het stadscentrum. Het gebied wordt gekenmerkt door de infrastructuur van de Hoofdwerkplaats Tilburg aan de oostkant van het gebied, waar van 1868 tot 2011 onderhoud aan treinmaterieel werd gedaan. Dit deel van wat nu de Spoorzone is, was nagenoeg afgesloten en afgeschermd voor buitenstaanders en had in Tilburg de bijnaam Verboden stad.
Structuurplan Spoorzone is de naam die gekozen werd voor de grootschalige stedenbouwkundige herontwikkeling, waarbij dit gebied heringericht wordt, samen met aangrenzende, verrommelde en braakliggende terreinen en omliggende wegen. Dit plan behelst een gebied van bijna twee kilometer lang, met breedtes rond de driehonderd meter. De oppervlakte is zo'n 40 hectare.
Met dit plan is de tweedeling tussen noord en zuid rond Station Tilburg aangepakt en wordt de verkeersafwikkeling rond station en stadscentrum veranderd. Een deel van de monumentale industriële bebouwing uit de 19e en 20e eeuw is behouden en het verloop van de spoorrails is zelfs tot in sommige gebouwen zichtbaar gebleven, bijvoorbeeld in de LocHal (nu een bibliotheek) en de Polygonale loods met zijn draaischijf, waar horeca gevestigd is. Naast andere stedelijke voorzieningen zoals theaters en een stadspark worden honderden kantoorwerkplekken en woningen gerealiseerd.

## Gebied

### Plangebied
Het plangebied voor de stedenbouwkundige aanpak van de Spoorzone is in hoofdzaak een strook in oost-westrichting die ettelijke keren groter is dan het gebied van de Werkplaatsen. Bezuiden het spoor vormen de Spoorlaan en de Hart van Brabantlaan de lange kant, aan de noordkant zijn de Lange Nieuwstraat en de Alleenhouderstraat de begrenzing. Aan de oostkant vormt het NS-plein het einde, terwijl Ringbaan West de westkant aftopt.
Kloksgewijs vanaf de oostkant zijn de begrenzingen als volgt: NS-plein, Spoorlaan en Hart van Brabantlaan vallen binnen het gebied, maar de bebouwing aan de buitenkant niet. Aan de zuidkant zijn er twee uitstulpingen: rond de Magazijnstraat reikt een brede rechthoek tot aan Telegraafstraat en Pieter Vreedeplein en bijna van Heuvelring tot Willem II Straat. Bij de Sint Ceciliastraat omvat een smallere, maar diepere uitstulping het terrein van de vroegere Vormenfabriek, inclusief de Elzenstraat en de Populierenstraat. De westelijke eind van de strook bestaat uit een smallere uitloper in de vorm van een geweerkolf en omvat het gecombineerde rangeerterrein en Van Gend & Loos-terrein ten zuiden van het spoor. Ringbaan West valt erbuiten, evenals de Alleenhouderstraat aan de noordkant. Naar het oosten toe, rond de 'grote Albert Heijn', wordt het gebied plotseling tweehonderd meter breder bij de Jan Heijnsstraat. De woonbebouwing aan de westkant van die straat valt erbuiten, maar de straat inclusief rotonde erbinnen. Aan de lange noordelijke kant vallen de Philip Vingboonsstraat en de Lange Nieuwstraat erbuiten, inclusief de bebouwing; alleen tussen Fraterstraat en Lichtstraat valt de bebouwing aan de zuidzijde van de Lange Nieuwstraat binnen het plangebied. Dit is het vroegere MTS-terrein en het gebied rond het Deprez gebouw. Zie ook het kopje Deelgebieden.

### Spraakgebruik
In het dagelijks spraakgebruik wordt met 'Spoorzone' min of meer het gebied van de Werkplaatsen aangeduid, ten noorden en grotendeels ten oosten van het station. Globaal wordt dit aan de zuidzijde begrensd door het spoor en in het noorden door de bebouwing aan de Lange Nieuwstraat. De einden worden gevormd door NS-plein en het verlengde van de Fraterstraat. Dit laatste vormt geen zichtbare grens, zodat ook de Gasthuisring wel als westgrens wordt genomen. De lengte van de strook is dan achthonderd of duizend meter. In het onderstaande blijkt uit de context welk gebied er bedoeld wordt.

## Ontsluiting
Staatslijn E, van Breda via Tilburg naar Eindhoven, was in de 19e eeuw langs de noordkant van de stad aangelegd en het spoor lag op of boven het maaiveld, met enkele overwegen. Problematisch werd dat, toen de stad zich sterk naar het noorden uitbreidde en de spoorlijn midden door de stad kwam te lopen, terwijl bovendien de mobiliteit toenam. Vooral bij de Gasthuisstraat (nu Gasthuisring) werd de situatie onhoudbaar. Deze weg sneed de werkplaats af van het bijbehorende rangeeremplacement en de opstelsporen, waardoor automobilisten begin jaren zestig soms meer dan twintig minuten in de rij stonden en de spoorbomen meermalen open en dicht zagen gaan voor goederen- en reizigerstreinen en rangeerverkeer dat over verscheidene sporen passeerde.
De verkeersproblemen werden in 1962 opgelost door de aanleg van het hoogspoor met zijn onderdoorgangen, maar de tweedeling van de stad bleef. In het hart van de stad lagen de doorgangen 800 meter uit elkaar, waardoor de spoorwal een forse hindernis was, ook visueel. Verder waren ten noorden van de Werkplaats dichtbevolkte woonwijken ontstaan, waardoor de voorzieningen die bij een stadscentrum horen maar aan een kant van het spoor konden ontstaan: de Spoorlaan, de verkeersader van het centrum, met station en busstation, lag ten zuiden van het spoor, evenals de winkelstraten (Heuvelstraat, Dwaalgebied), het uitgaanscentrum (Heuvel), het stadhuis, de schouwburg en de bibliotheek.
Toen de Spoorzone in 2011 vrijkwam, was het gebied amper bereikbaar. Voor toeleveranciers en personeel van de Werkplaats waren er naar behoefte wegen en paden aangelegd, maar die waren ongeschikt voor soepele verkeersafwikkeling. Ruimte was er echter royaal voorhanden na sloop van een aantal gebouwen. De gemeente koos ervoor om de Spoorzone voor motorvoertuigen vrijwel alleen bereikbaar te maken vanaf de kopse kanten, die gevormd worden door het NS-plein en de Gasthuisring. Tussen die verkeersaders werd de 800 meter lange Burgemeester Brokxlaan aangelegd, met in elke richting twee rijstroken en vrijliggende fietspaden. Voor auto's vormt die weg voortaan de toegang tot het station, via het Johan Stekelenburgplein dat aangelegd is als nieuw stationsplein. Deze nieuwe infrastructuur aan de noordkant ontlast de Cityring Tilburg aan de zuidkant, waarvan de Spoorlaan een onderdeel vormt. Van 2016 tot 2019 is er bij het Johan Stekelenburgplein ook een tijdelijk busstation geweest, toen het oude busstation aan de Spoorlaan vervangen werd door een nieuw. Voor voetgangers is de ruimte bij de Burgemeester Brokxlaan beperkt, maar vanaf het station naar het NS-plein is langs het spoor en het industrieel erfgoed een esplanade gepland, waar bijvoorbeeld de hoofdingang van de LocHal op uitkomt. Deels is die al gerealiseerd, maar met veel projecten nog in aanbouw wordt hij door werkverkeer gebruikt.
De Burgemeester Brokxlaan heeft voor motorvoertuigen alleen via de smalle Fraterstraat een kleine dwarsverbinding met de Lange Nieuwstraat en de woonwijken aan de noordkant. Fietsers en voetgangers hebben in noord-zuidrichting meer mogelijkheden: in 2014 is een voetgangerstraverse in het station aangelegd en in mei 2016 kwam de Willem II-passage gereed. Dit is een doorsteek voor fietsers en voetgangers, die het centrum via de Willem II Straat en de Atelierstraat verbindt met de Spoorzone en de Besterd. Hiervoor is een tunnel onder het spoor aangelegd en zijn enkele oude werkplaatsen doorgebroken.

## Geschiedenis
Het uitgestrekte complex van de Hoofdwerkplaats Tilburg is in 1868 ingericht als Werkplaatsen van de Maatschappij tot Exploitatie van Staatsspoorwegen. Deze werden ook aangeduid als De ateliers of, in de volksmond D'n Atteljee. Vanaf het begin van de 21e eeuw zijn er plannen ontwikkeld waarin de naam Spoorzone werd gebruikt.
Voor Tilburg als vestigingsplaats van de Werkplaatsen naast Zwolle pleitte de ligging aan Staatslijn E, waarvan het tracé Breda–Tilburg zojuist gereedgekomen was. Ook was er een verbinding met Turnhout in België. Het spoor dat nu midden door de stad loopt, lag destijds aan de noordrand van de aaneengesloten bebouwing, zodat er een groot open terrein ten noorden van het station beschikbaar was.
Het ging in Tilburg vooral om herstel van spoorwegmaterieel zoals locomotieven, rijtuigen en wagons. De omvang van het terrein groeide doordat er nieuwe gebouwen werden gebouwd voor het gieten van ijzer, houtbewerking en dergelijke. Rond 1900 werkten er 1000 mensen en er werden inmiddels ook nieuwe locomotieven vervaardigd. Op het hoogtepunt in de jaren 20 van de 20e eeuw telde de Werkplaats zo'n 1400 arbeiders. Door herverdeling van het werk met werkplaatsen elders in het land nam het personeelsbestand daarna af en werd groot onderhoud en herstel van locomotieven de hoofdtaak. Aan het eind van de Duitse bezetting van Nederland vernietigden de bezetters een deel van de Werkplaatsen. Door de grote technologische vooruitgang na de Tweede Wereldoorlog verlieten steeds meer werkzaamheden de Werkplaats. In 1955 werd er voor het laatst een stoomlocomotief hersteld. In dat jaar werd ook de naam Hoofdwerkplaats Tilburg ingevoerd.
Al in de jaren negentig was Tilburg bezig met plannen en onderhandelingen, omdat duidelijk was dat de Hoofdwerkplaats, het laatste grote industriebedrijf in Oud-Tilburg, daar niet te handhaven was. Na de oprichting van BrabantStad (2001) werden de plannen ontwikkeld in samenspraak met dit stedelijk en provinciaal samenwerkingsverband.
De inkrimping van de werkplaats bleef zich voortzetten. In 2009 werkten er nog 250 mensen, waarna Nedtrain besloot de volledige werkplaats te sluiten. Het terrein werd gekocht door de Gemeente Tilburg, waardoor de gemeente in 2011 een beslissende stem kreeg in de herstructurering van de Spoorzone die zou.
Midden 2011 waren alle werkzaamheden uit het gebied verdwenen. Een klein gedeelte van het onderhoudswerk is verhuisd naar Industrieterrein Loven, net ten westen van Berkel-Enschot. Het overige werk is elders in Nederland terechtgekomen, voornamelijk in Hoofdwerkplaats Haarlem.

### Gebeurtenissen
- In 2014 stortte tijdens bouwwerkzaamheden voor de Willem II-passage een deel van het verhoogde betonnen perron buiten het station naar beneden. Er waren geen passagiers aanwezig. Een bouwvakker raakte zwaargewond.
- In 2017 werd Koningsdag in Tilburg gevierd. met een prominente rol voor de Spoorzone. Met de koninklijke trein arriveerde de koninklijke familie op Station Tilburg. Hier werden zij opgewacht door burgemeester Peter Noordanus en commissaris van de koning Wim van de Donk. Het gezelschap werd bij aankomst toegezongen door een koor bestaande uit honderden Tilburgers en liep vervolgens een route door de oude gebouwen heen, waar een veelvoud aan culturele en muzikale optredens gegeven werd.

## Deelgebieden
Hieronder een onvolledige opsomming van de deelgebieden van Structuurplan Spoorzone.

### Station Tilburg

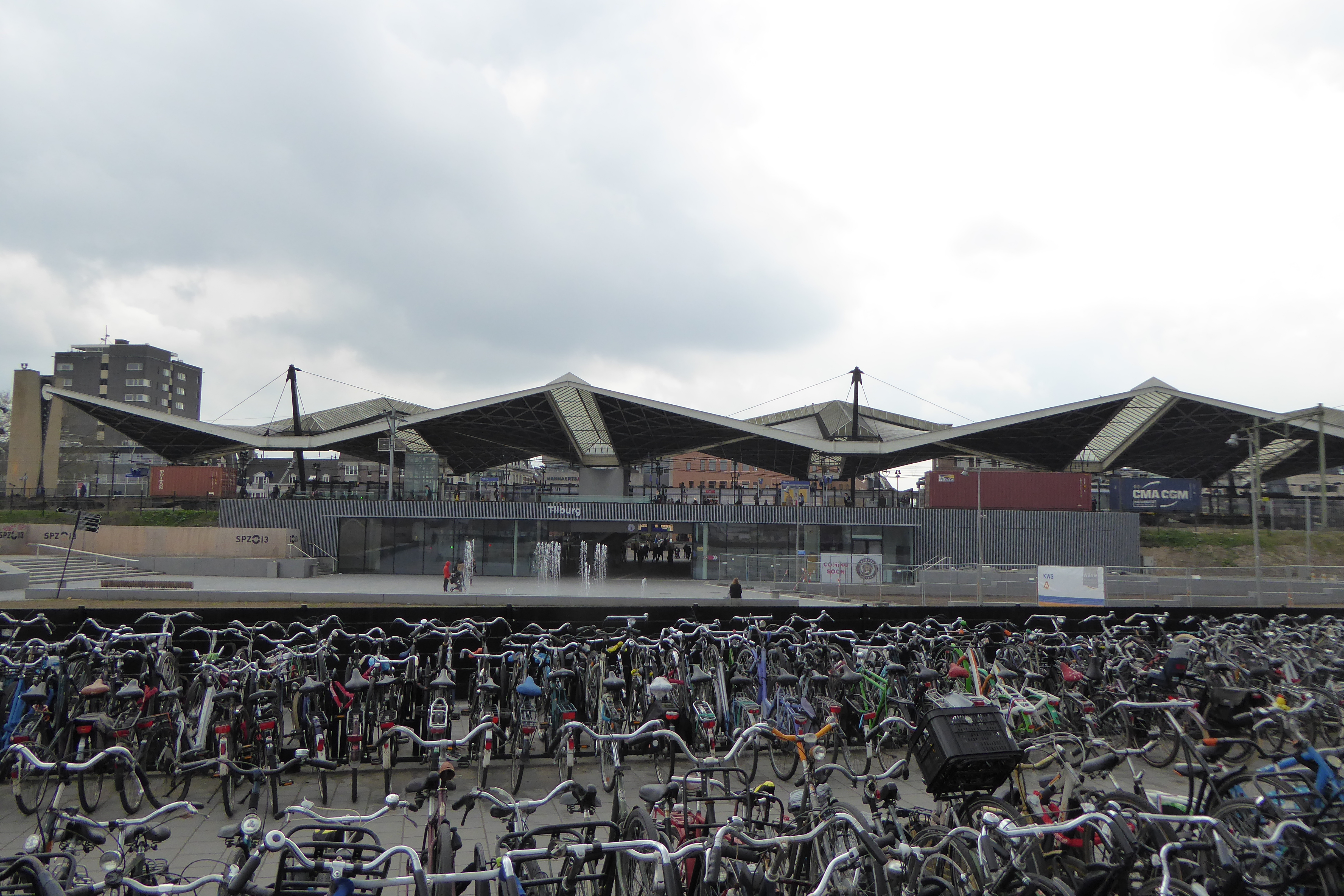
Achterzijde NS-station met fietsenstalling, Burgemeester Stekelenburgplein (foto 2017)

Centraal in de Spoorzone ligt Station Tilburg. Het huidige gebouw werd in 1965 geopend. Het stationsgebouw was ernstig verouderd; er waren geen liften en het had te weinig ruimte voor de vele duizenden mensen die er dagelijks gebruik van maakten. Vanaf 2013 werd begonnen met een grootschalige verbouwing. Het station werd vernieuwd, vergroot en gemoderniseerd. In oktober 2014 werd voor reizigers en andere voetgangers een tunnel onder de sporen geplaatst. Tegelijkertijd kwam er een fietsers- en voetgangerstunnel in het verlengde van de Willem II-straat. In december 2015 werd de nieuwe stationshal geopend. In 2016 is het Burgemeester Stekelenburgplein geopend, een nieuw plein aan de noordzijde van het station. In 2020 kwam het station gereed. Ook het busstation en de fietsenstallingen zijn vernieuwd.

### Clarissenhof en Clarissentoren
Tussen de Burgemeester Brokxlaan en de Lange Nieuwstraat is de nieuwe woonwijk Clarissenhof gebouwd. De wijk is vernoemd naar het Clarissenklooster, dat aan de overkant van de Lange Nieuwstraat ligt. De eerste fase van Clarissenhof is in 2018 werd afgerond na vele vertragingen, onder andere vanwege protest tegen bomenkap. De eerste fase omvat vijf woongebouwen van zeven verdiepingen aan de Brokxlaan en grondgebonden woningen aan de Lange Nieuwstraat en zijn zijstraatjes. Tussen die wegen staan drie woongebouwen van vier verdiepingen, omringd door bakstenen paden en groenvoorzieningen. De laagbouw en een deel van de hoogbouw staan op het MTS-terrein, dat later bekend was om de woongroep MDKLNKRT (Medeklinkert), die in een gebouw van de voormalige school gevestigd was.
De tweede fase van Clarissenhof bestaat uit twee woongebouwen met een hoogte van circa veertig meter en zestig meter waaraan in 2019-2020 begonnen zal worden. Tussen Clarissenhof en de Burgemeester Brokxlaan ligt het oudste gebouw van de Spoorzone: de Houtloods uit 1867. Deze is gerenoveerd tot een restaurant met dezelfde naam.
De Clarissentoren is een geplande woontoren van 130 meter hoog, net iets lager dan Westpoint, dat op een halve kilometer afstand staat. De toren komt langs de Lange Nieuwstraat, aan de westkant van het Deprez gebouw, een monumentale machinefabriek die in 2010 is omgebouwd tot kantoorgebouw en bedrijfsverzamelgebouw.

### Theresiazone
De noordrand van de Spoorzone wordt aangeduid als de Theresiazone, verwijzend naar de aangrenzende buurt Theresia. Deze zone ligt ten oosten van de Clarissenhof aan de Burgemeester Brokxlaan. Dit nu nog braakliggende terrein biedt ruimte voor particulieren om een eigen woning te bouwen. Midden in de Theresiazone ligt het historische Ketelhuis, dat voor de hele NS-werkplaats stoom, perslucht en verwarming leverde.

### Polygonale loods

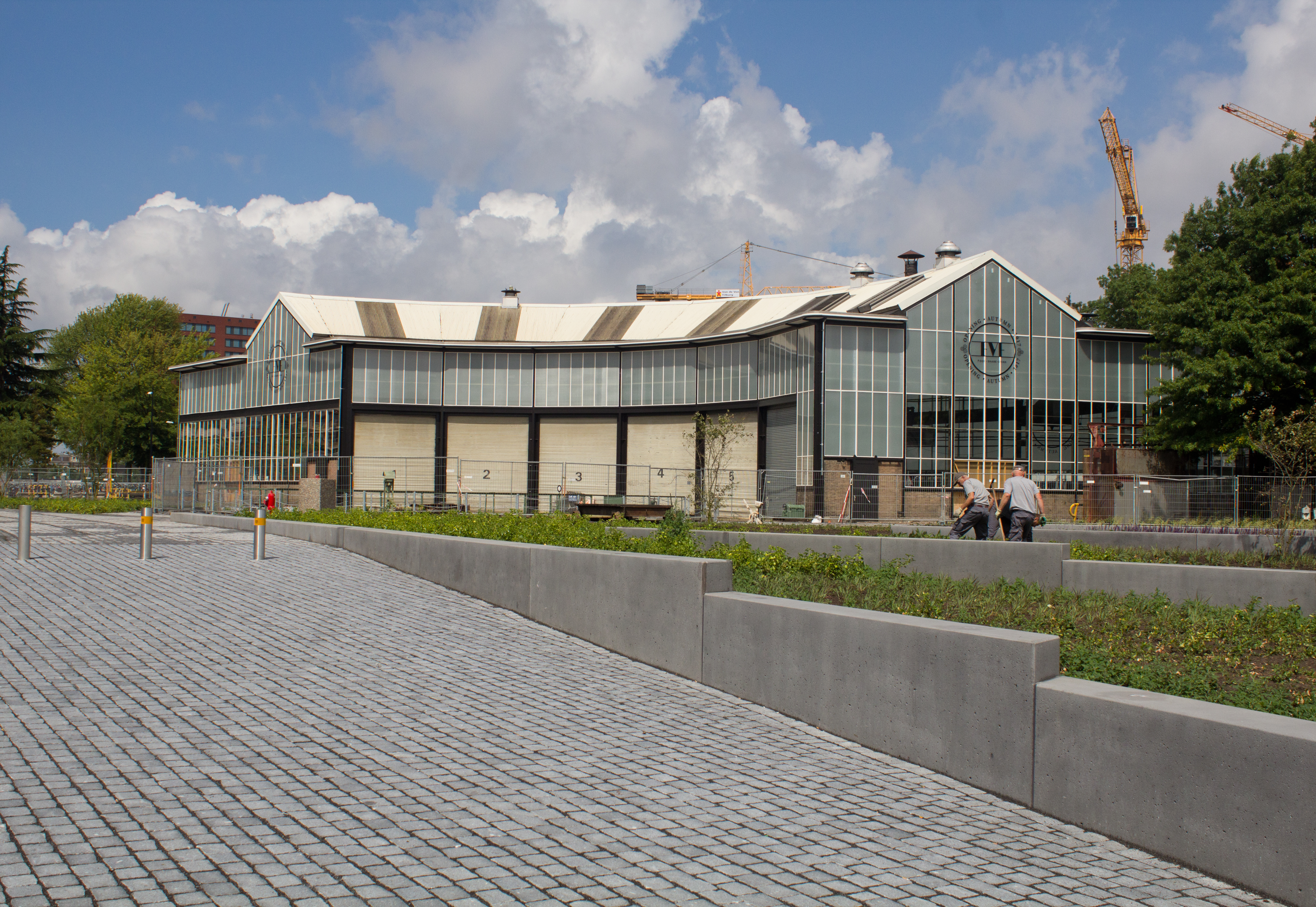
De Polygonale loods in 2017

Aan de noordzijde van het station ligt de Polygonale loods. In deze loods, waar glas een prominente rol speelt, werden vroeger locomotieven onderhouden. Deze werkplaats is om de draaischijf heen gebouwd die elke locomotief naar een van de zes segmenten van de loods dirigeerde. Ieder segment ligt onder een kleine hoek ten opzichte van de volgende, vandaar de aanduiding polygonaal, veelhoekig. In 2016 is de verbouwing en restauratie van start gegaan. Daarna is er café-restaurant EVE gevestigd.

### Zwijsenterrein

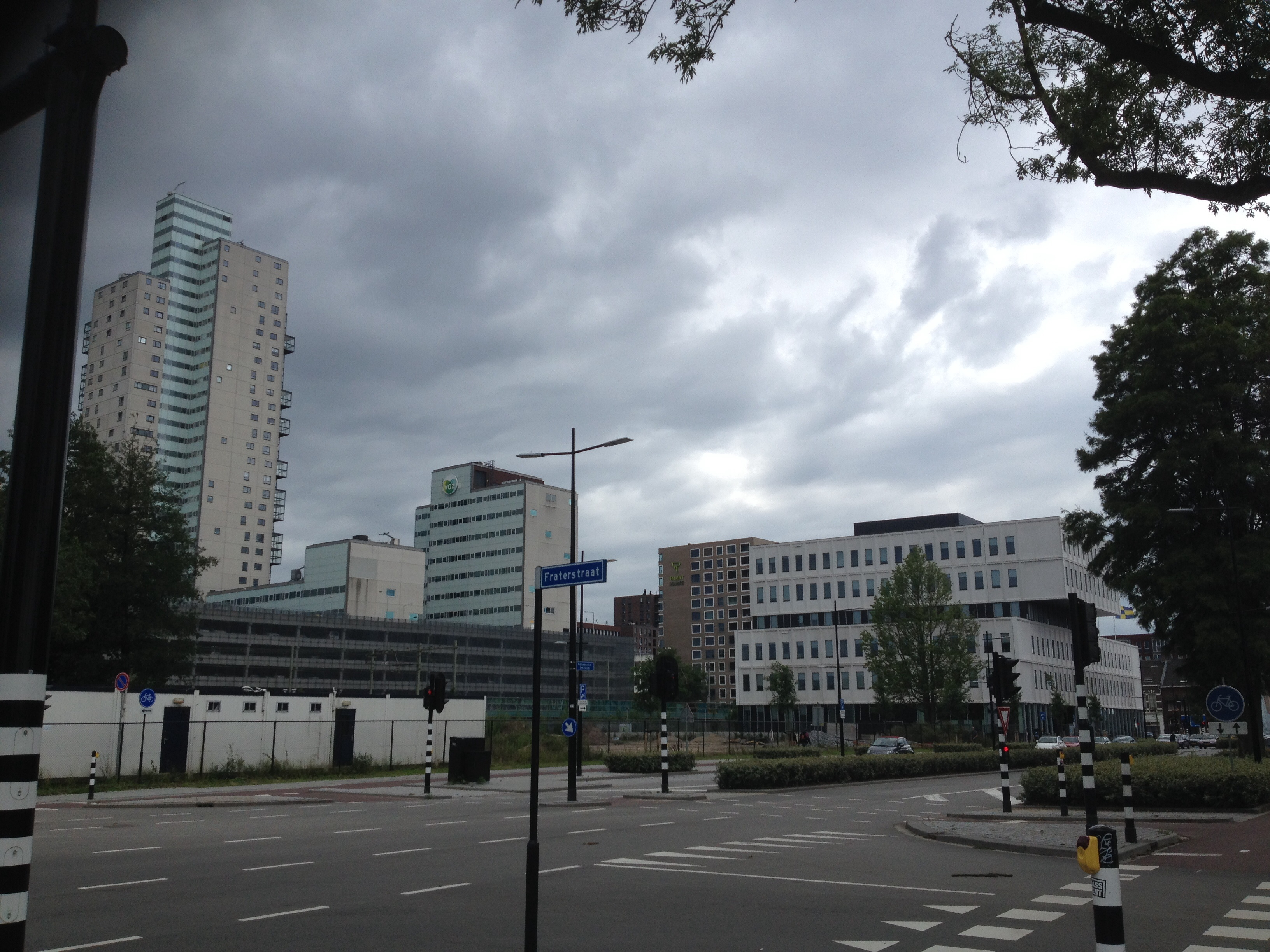
Het Zwijsenterrein met rechts het UWV-kantoor

Naast de Polygonale Loods richting het westen ligt het Zwijsenterrein. Dit terrein ligt nog grotendeels braak. In de toekomst zijn hier kantoren gepland. Op de westelijke hoek van het terrein is enkele jaren geleden het nieuwe kantoorgebouw van het UWV en de gemeente Tilburg gebouwd. Voor de rest moet het terrein nog gevuld worden.

### Tilburg Talent Square

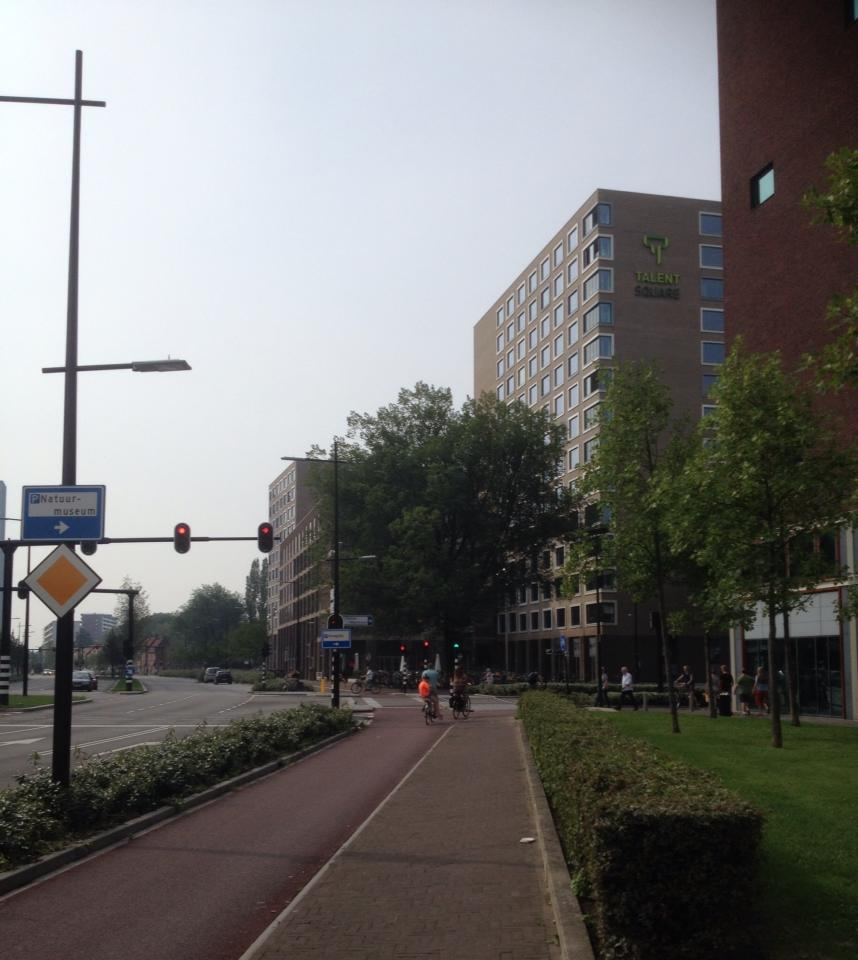
Studentencomplex Tilburg Talent Square

Enkele jaren geleden is de bouw van Tilburg Talent Square aan de Hart van Brabantlaan voltooid. Dit gebouwencomplex bevat woningen voor (internationale) studenten en expats en voorzieningen zoals een wasserette en een café. Ook zijn er kantoren gevestigd. Op het hoogste punt heeft het complex 14 verdiepingen. Net achter Tilburg Talent Square is ook appartementencomplex Twee!, bestaande uit twee woontorens verrezen.
Met de komst van deze hoogbouw is hier een gebiedje ontstaan met een relatief grootstedelijke uitstraling. TTS en Twee! hebben elk een hoogte van ruim 40 meter. Aan de overkant van de straat staan twee kantoorgebouwen met een hoogte tot 50 meter en iets verderop staat de VGZ-kantoortoren van ruim 50 meter en woontoren StadsHeer met een hoogte van 101 meter.

### Spoorpark
De westelijke uitloper van de Spoorzone is het Van Gend & Loosterrein bezuiden het spoor, een gebied van negen hectare, gelegen achter de woonhuizen van de Hart van Brabantlaan. Van Gend & Loos gebruikte het oostelijk deel als distributiecentrum, waar goederen werden overgeslagen, onder andere van treinen naar distributieauto's. In het westelijk deel lagen de rangeersporen en opstelsporen van de Werkplaatsen.
Vanaf 2017 is het terrein omgebouwd tot een groot stadspark met de naam Spoorpark. Dit omvat onder andere een scoutinggebouw, een urban sportsgebied (skating, skateboarding, BMX), een stadscamping en enkele waterpartijen. Aan de oostrand ligt een basketbalveldje en het kantoor van de regionale Omroep Tilburg. Verder is er een uitkijktoren van 36 meter hoog. Deze Kempentoren is een open staalconstructie met een wenteltrap en voorzieningen voor abseilen. Het is een tweemaal zo hoge kopie van de Flaestoren in Esbeek. Verder is er aan de westzijde een woontoren gepland. In de aansluitende laagbouw komen ondersteunende voorzieningen voor de woonfunctie en de recreatiefunctie van het gebied.

### LocHal
Een grote blikvanger van de Tilburgse Spoorzone is de Locomotiefhal, gewoonlijk aangeduid als LocHal. Deze immense glazen hal heeft een oppervlakte van 6500 m² en is gerenoveerd tot de nieuwe centrale bibliotheek van de stad. Ook zijn er verschillende creatieve instellingen gevestigd. De Glazen Zaal, een vierkant, transparant bouwwerk voor muziekuitvoeringen, dat voorheen in de Beurs van Berlage stond, heeft ook een plaats in de hal. 
Naast de LocHal verrezen aan het Burgemeester Stekelenburgplein een woontoren van ongeveer vijftig meter hoog en het Plan-T gebouw, met horecagelegenheden.

### Smederij en Koepelhal
Tussen de Locomotiefhal en het NS-plein is het meeste cultureel erfgoed bewaard gebleven. De oude fabriekshallen van de NS worden gerestaureerd en door nieuwe bedrijven in gebruik genomen. Op het moment hebben onder meer een theater, een skatebaan (Ladybird), een nachtclub en 'cultuurfabriek' Hall of Fame zich er gevestigd. Het opvallendste bouwwerk van dit deel van de Spoorzone is wellicht de Koepelhal. Deze heeft geen koepeldak, maar een boogdak en wordt gebruikt voor concerten, festivals en beurzen.

## Evenementen
- Tilburg Ten Miles. Dit internationale hardloopevenement vindt jaarlijks plaats in het centrum van Tilburg. De Spoorzone is begin- en eindpunt van de wedstrijd.
- De Tilburgse kermis is doorgetrokken tot aan de Spoorzone, met name de Burgemeester Brokxlaan. Tijdens de kermis worden meerdere culturele evenementen in het gebied georganiseerd.
- Festivals kiezen soms voor de Spoorzone als locatie. Het voormalige Festival Mundial werd hier enkele malen gevierd, voor het laatst in 2018. Hiphopfestival WOO HAH! begon hier in 2014, in 2018 koos men voor een groter terrein in Hilvarenbeek.

## Foto-impressie

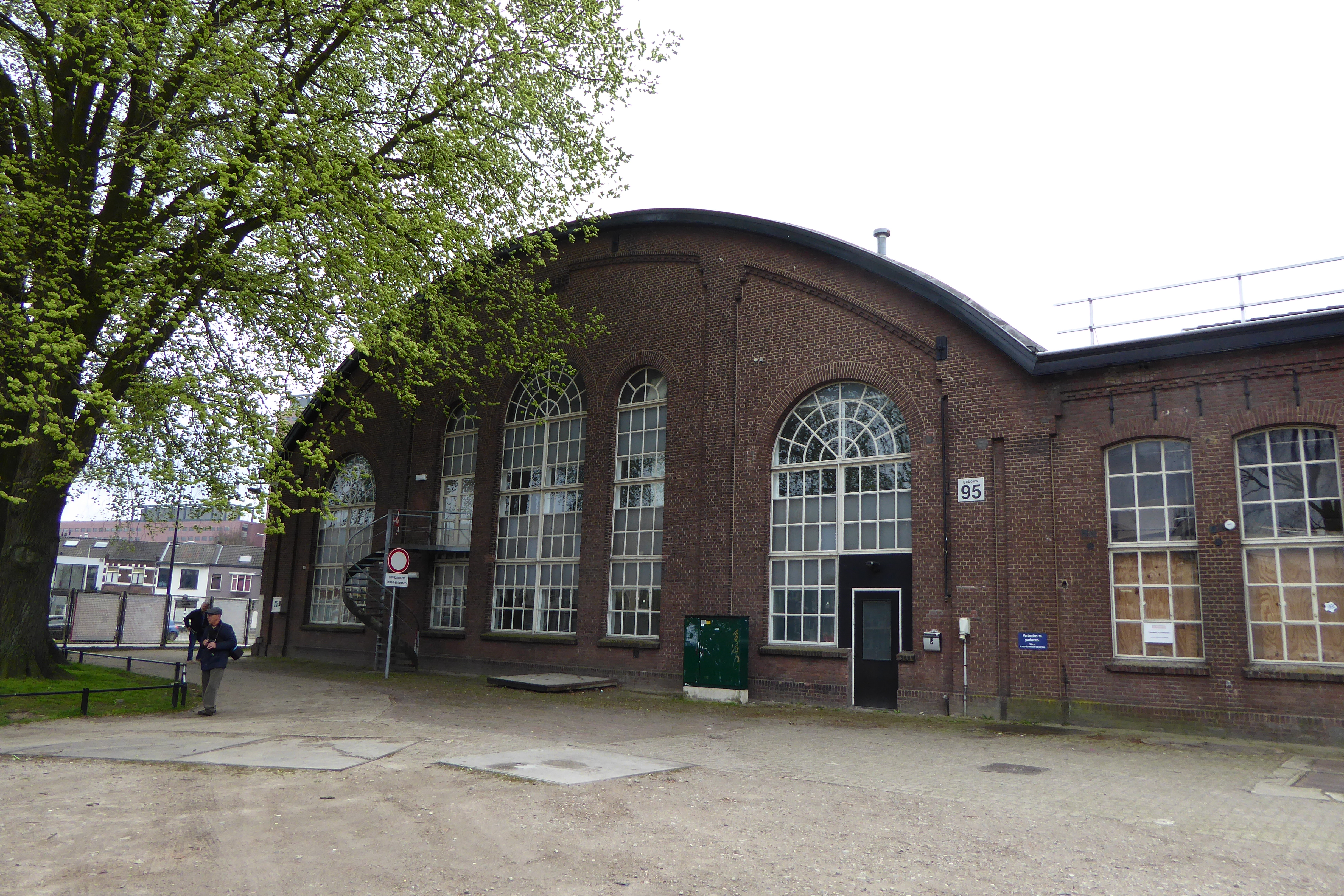
Koepelhal (exterieur)
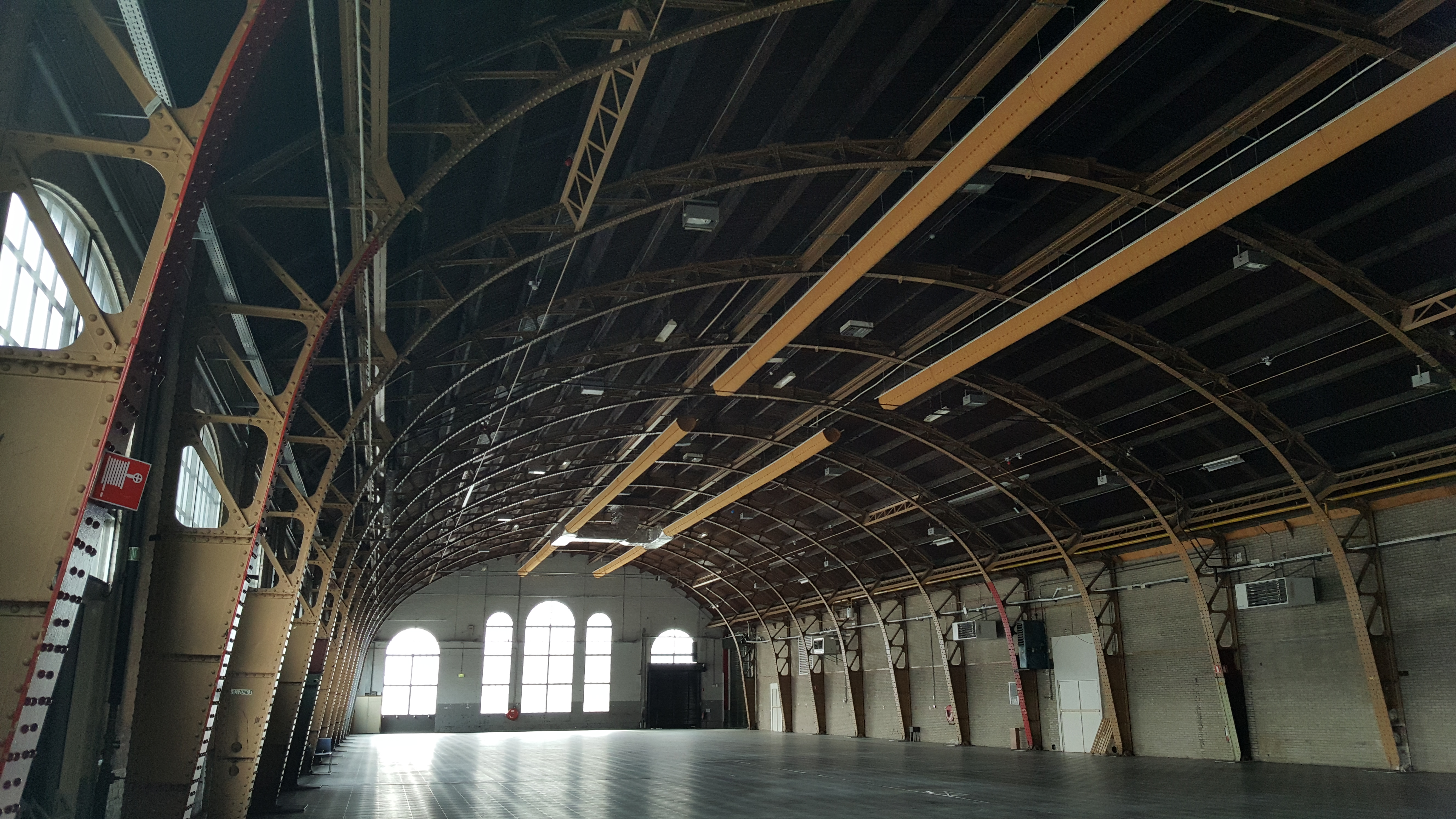
Koepelhal (interieur)
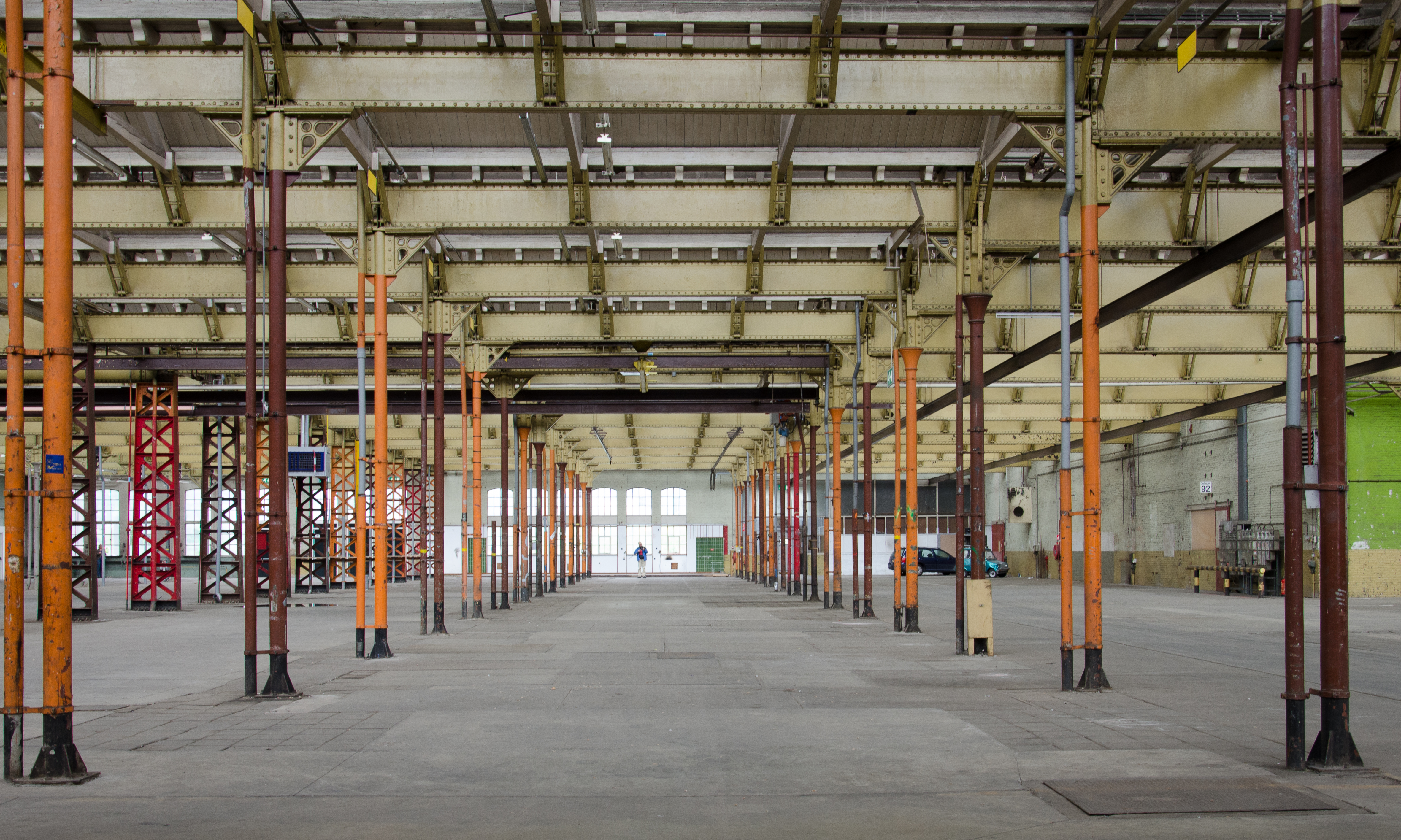
Wagenmakerij (interieur)
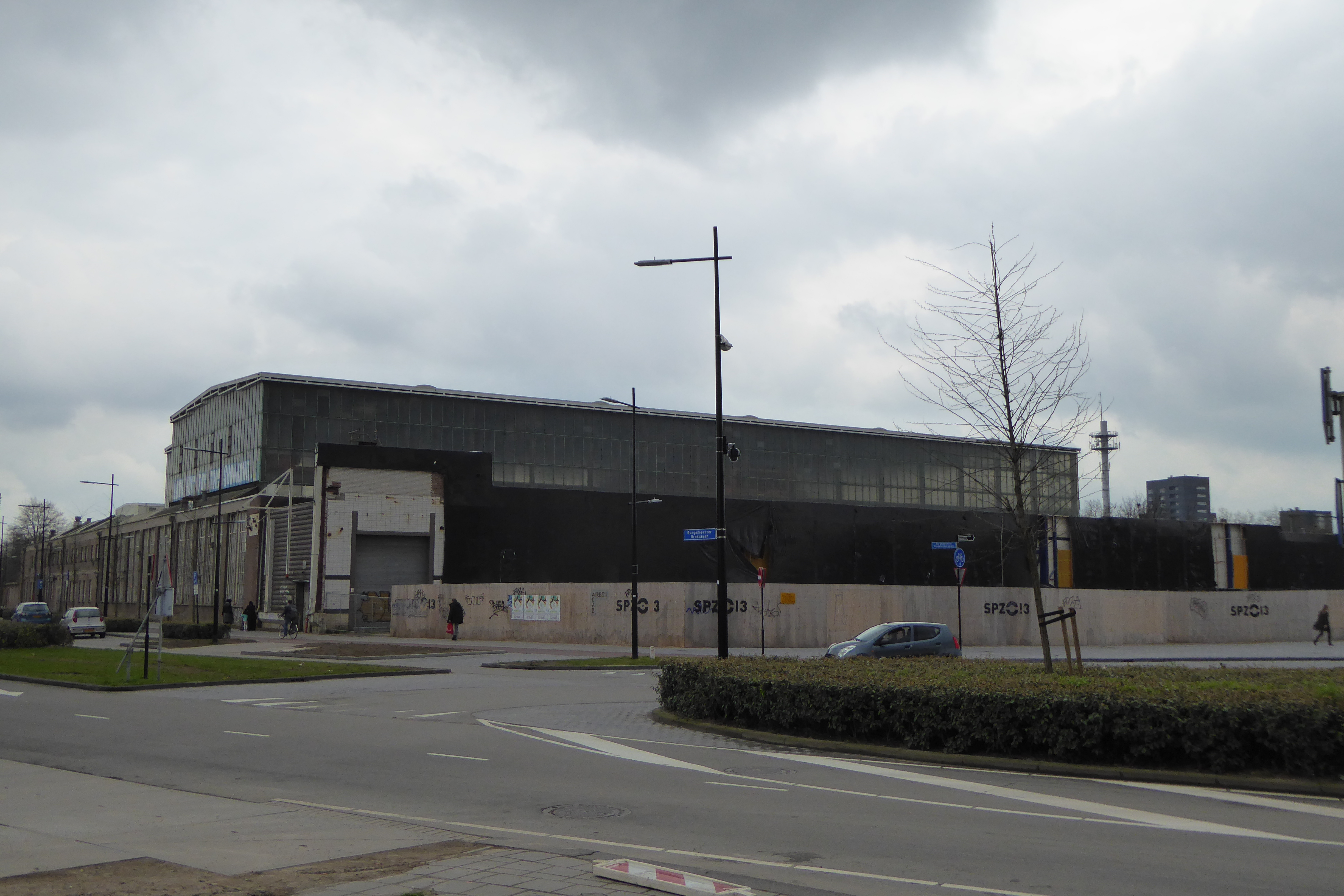
Locomotiefhal (exterieur), 2017
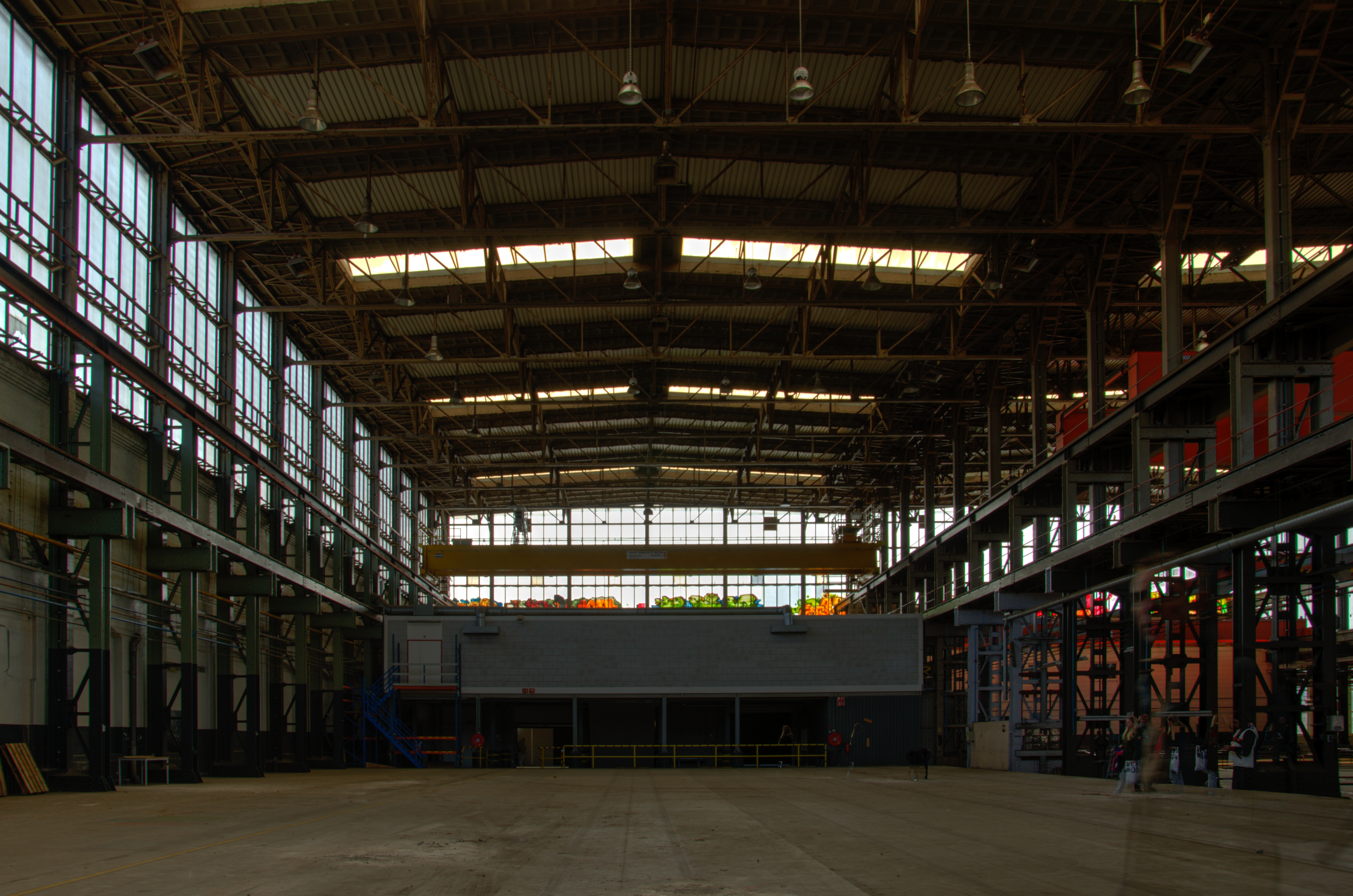
Locomotiefhal (interieur), 2016
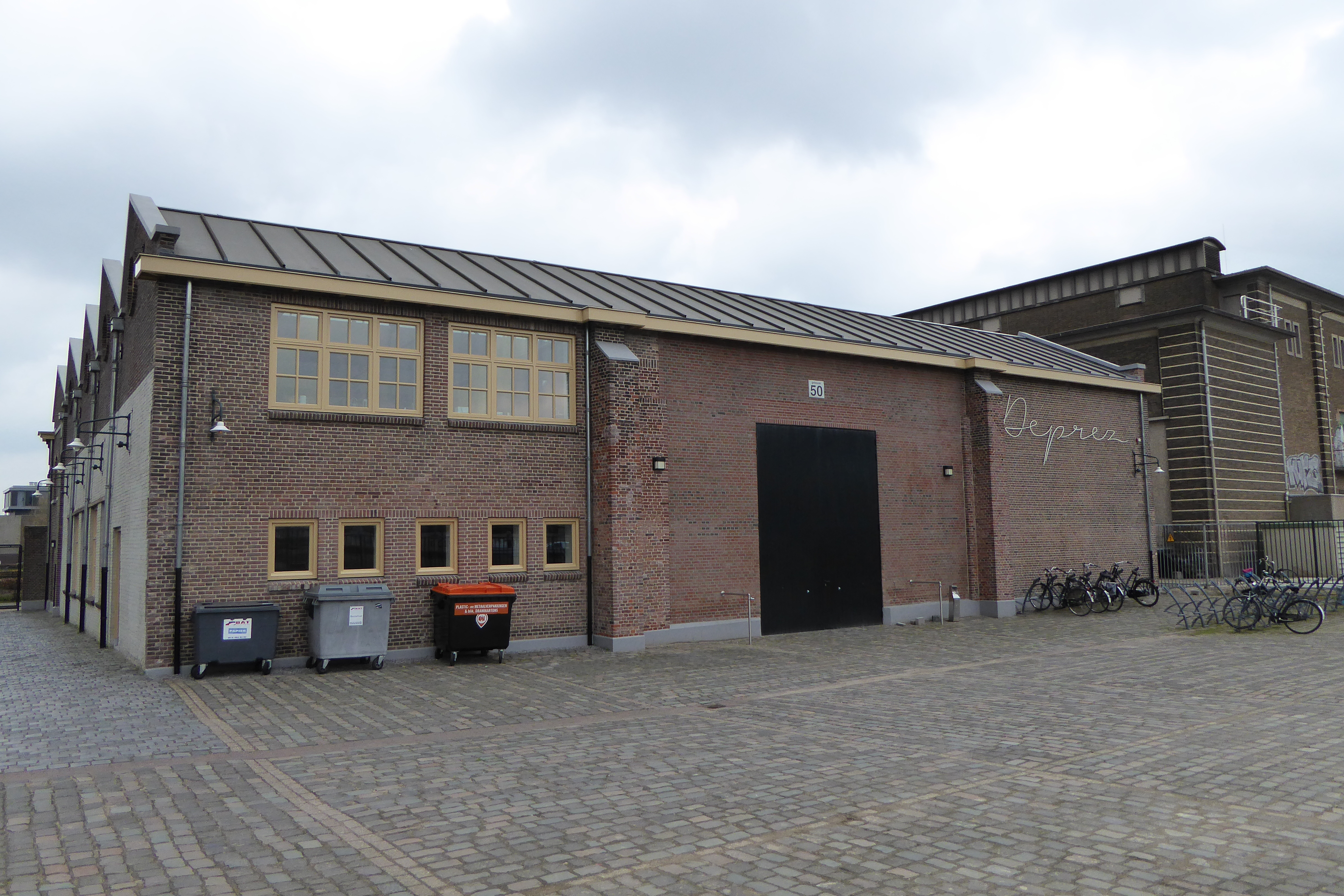
Deprezgebouw (exterieur)
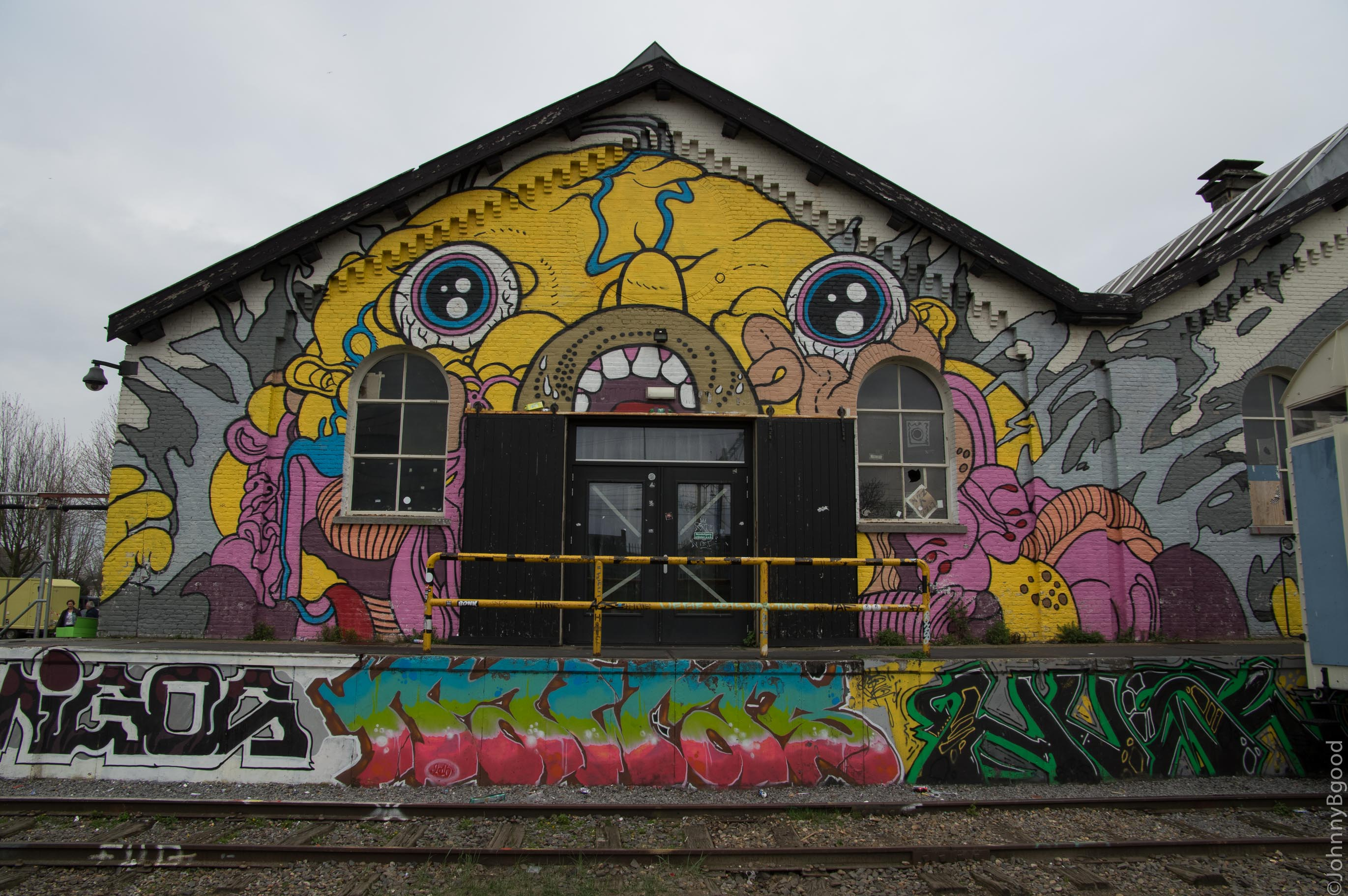
Hall of Fame
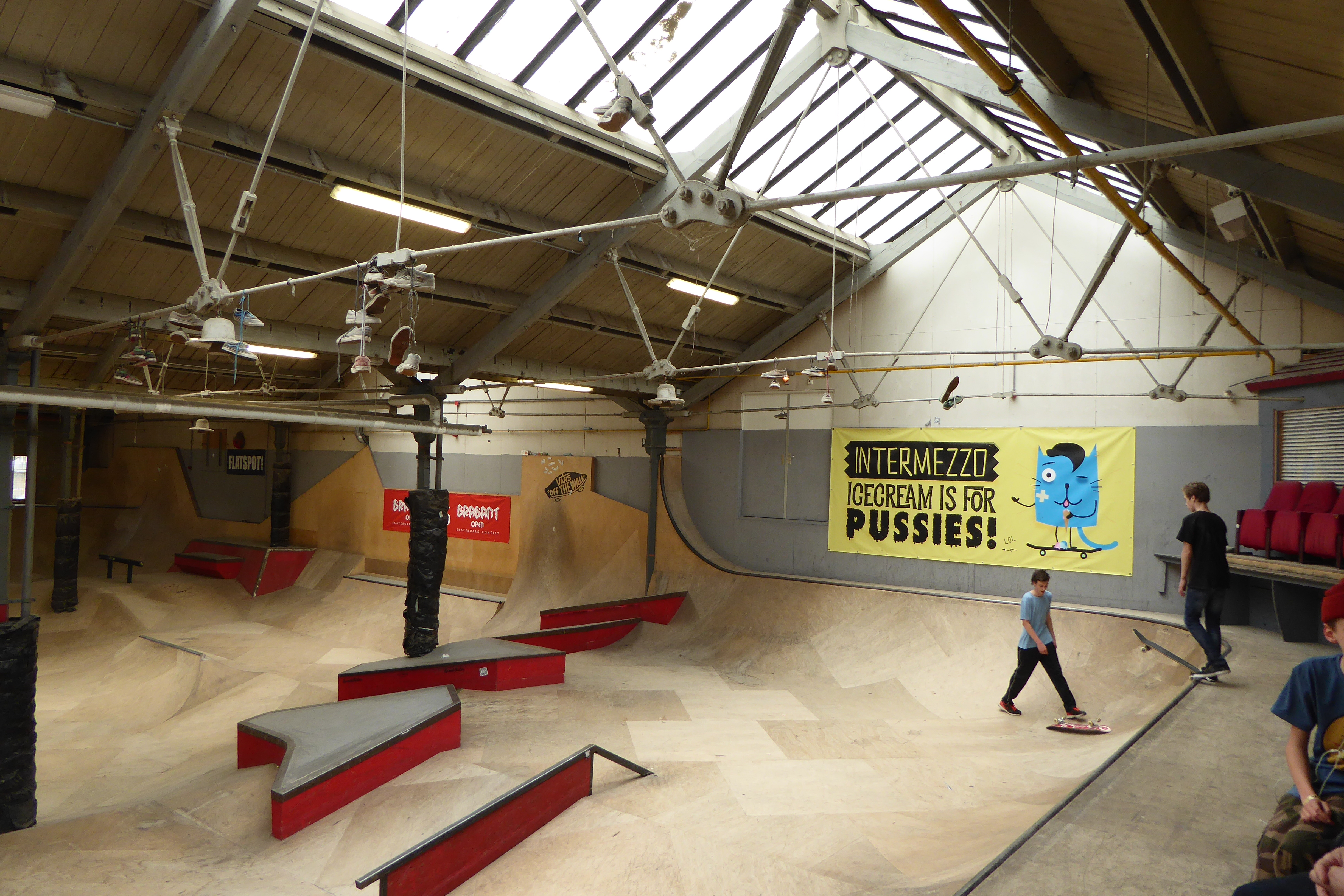
Skatepark Ladybird